# Coppa Italia 2010/2011
Pohárový ročník Coppa Italia 2010/11 byl 64 ročník italského poháru ve fotbalu. Soutěž začala 8. srpna 2010 a skončila 29. května 2011. Zúčastnilo se jí celkem 78 klubů.
Obhájce z minulého ročníku byl klub FC Inter Milán.

## Vítěz
| Coppa Italia 2010/11 FC Inter Milán (7. titul) |